# Crustodiplodina lichenoides
Crustodiplodina lichenoides är en svampart som först beskrevs av A.L. Sm., och fick sitt nu gällande namn av Punith. 1988. Crustodiplodina lichenoides ingår i släktet Crustodiplodina, divisionen sporsäcksvampar och riket svampar.   Inga underarter finns listade i Catalogue of Life.